# 544
544(오백사십사)는 543보다 크고 545보다 작은 자연수다.

## 수학
- 합성수로, 그 약수는 총 12개다. (1, 2, 4, 8, 16, 17, 32, 34, 68, 136, 272, 544)
  - 544의 진약수의 합은 590이므로, 544는 과잉수다.

## 교통

### 철도
- 수도권 전철 5호선 군자역의 역번호.

### 도로
- 아우토반 544호선(영어판, 독일어판): 독일의 고속도로.

## 과학
- NGC 544(영어판): 조각가자리에 있는 타원은하.
- 544 제타(영어판): 소행성.

## 문화재
- 대한민국의 보물 제544호: 홍천 물걸리 석조대좌 및 광배
- 대한민국의 사적 제544호: 대구 구암동 고분군

## 방송
- KT HCN의 가톨릭평화방송 채널 번호.

## 기타
- 연도: 544년, 기원전 544년